# Fodboldlandskamp Sverige-Danmark
|  | Denne artikel er oprettet af botten Steenthbot ud fra en ekstern database. Den kan derfor have sproglige fejl eller mangler. Denne skabelon kan fjernes efter kontrol af indholdet. |

Fodboldlandskamp Sverige-Danmark er en dansk dokumentarisk optagelse fra 1941.